# Славутово
Славутово (пол. Sławutowo, нім. Groß Schlatau) — село в Польщі, у гміні Пуцьк Пуцького повіту Поморського воєводства.
Населення — 413 осіб (2011).
У 1975-1998 роках село належало до Гданського воєводства.

## Демографія
Демографічна структура станом на 31 березня 2011 року:
|          | Загалом | Допрацездатний вік | Працездатний вік | Постпрацездатний вік |
| -------- | ------- | ------------------ | ---------------- | -------------------- |
| Чоловіки | 207     | 50                 | 134              | 23                   |
| Жінки    | 206     | 50                 | 125              | 31                   |
| Разом    | 413     | 100                | 259              | 54                   |